# موساشی‌مورایاما، توکیو

نقشهٔ موساشی‌مورایاما واقع در ناحیهٔ تامای توکیو

منطقهٔ موساشی‌مورایاما (به ژاپنی: 武蔵村山市 Musashimurayama) به یکی از بخش‌های منطقه تامای توکیو، پایتخت ژاپن گفته می‌شود. مساحت آن ۱۵٬۳۷ کیلومتر مربع است.